# Eleições legislativas de 2009 em Santa Maria da Feira

## Resultados Oficiais
| Partido                 | Partido                        | Votos   | %               | +/-   |
| ----------------------- | ------------------------------ | ------- | --------------- | ----- |
|                         | Partido Socialista             | 31 194  | 40,31 / 100,00  | 9,72  |
|                         | Partido Social Democrata       | 24 406  | 31,54 / 100,00  | 0,92  |
|                         | Bloco de Esquerda              | 7 335   | 9,48 / 100,00   | 4,58  |
|                         | CDS – Partido Popular          | 7 163   | 9,26 / 100,00   | 2,88  |
|                         | Coligação Democrática Unitária | 2 792   | 3,61 / 100,00   | 0,39  |
|                         | Outros                         | 2 310   | 3,00 / 100,00   |       |
| Votos Inválidos         | Votos Inválidos                | 2 190   | 2,83 / 100,00   | 0,18  |
| Total                   | Total                          | 77 390  | 100,00 / 100,00 |       |
| Eleitorado/Participação | Eleitorado/Participação        | 121 599 | 63,64 / 100,00  | 4,99  |
| Fonte                   | Fonte                          | [ 1 ]   | [ 1 ]           | [ 1 ] |

## Resultados por Freguesia
Os resultados seguintes referem-se aos partidos que obtiveram mais de 1,00% dos votos:
| Freguesia             | %     | %     | %     | %     | %     | Votantes |
| Freguesia             | PS    | PSD   | BE    | CDS   | CDU   | Votantes |
| --------------------- | ----- | ----- | ----- | ----- | ----- | -------- |
| Argoncilhe            | 39,21 | 33,95 | 7,45  | 10,74 | 3,09  | 4 886    |
| Arrifana              | 47,02 | 26,92 | 9,26  | 8,14  | 3,16  | 3 573    |
| Caldas de São Jorge   | 43,36 | 26,91 | 8,59  | 10,81 | 4,02  | 1 665    |
| Canedo                | 34,86 | 37,18 | 6,70  | 12,75 | 2,89  | 2 972    |
| Escapães              | 41,19 | 31,41 | 10,96 | 7,97  | 2,99  | 1 770    |
| Espargo               | 35,37 | 35,70 | 9,61  | 9,61  | 4,04  | 916      |
| Feira                 | 34,94 | 34,18 | 11,74 | 9,59  | 3,58  | 6 124    |
| Fiães                 | 43,00 | 26,74 | 10,47 | 9,19  | 4,20  | 4 832    |
| Fornos                | 37,85 | 31,85 | 11,59 | 7,90  | 4,58  | 1 683    |
| Gião                  | 35,33 | 35,99 | 7,31  | 13,30 | 1,74  | 917      |
| Guisande              | 34,28 | 43,53 | 5,69  | 10,08 | 2,61  | 843      |
| Lobão                 | 38,11 | 33,19 | 7,18  | 10,21 | 2,16  | 2 871    |
| Louredo               | 26,84 | 48,04 | 8,09  | 10,78 | 1,59  | 816      |
| Lourosa               | 45,49 | 28,57 | 10,07 | 7,94  | 2,72  | 5 265    |
| Milheirós de Poiares  | 45,97 | 30,13 | 8,56  | 6,58  | 2,94  | 1 975    |
| Mosteirô              | 47,55 | 25,45 | 11,78 | 6,71  | 3,70  | 1 163    |
| Mozelos               | 42,29 | 28,23 | 11,46 | 8,26  | 4,13  | 4 067    |
| Nogueira da Regedoura | 38,08 | 33,98 | 9,01  | 8,50  | 4,39  | 3 164    |
| Paços de Brandão      | 32,38 | 37,56 | 10,23 | 11,25 | 2,62  | 3 128    |
| Pigeiros              | 43,00 | 28,00 | 6,71  | 10,29 | 6,14  | 700      |
| Rio Meão              | 41,41 | 31,97 | 7,98  | 9,13  | 4,12  | 2 934    |
| Romariz               | 39,49 | 35,40 | 5,20  | 9,02  | 2,27  | 1 808    |
| Sanfins               | 44,88 | 27,24 | 8,96  | 9,05  | 2,86  | 1 083    |
| Sanguedo              | 37,95 | 35,40 | 7,86  | 11,62 | 2,34  | 1 884    |
| Santa Maria de Lamas  | 41,16 | 31,76 | 10,30 | 8,32  | 3,71  | 3 234    |
| São João de Ver       | 46,61 | 24,30 | 11,95 | 7,82  | 3,66  | 3 754    |
| São Paio de Oleiros   | 38,70 | 26,10 | 10,26 | 7,84  | 11,82 | 2 563    |
| Souto                 | 41,14 | 30,13 | 11,27 | 8,34  | 3,30  | 2 698    |
| Travanca              | 42,71 | 32,55 | 9,72  | 7,12  | 2,95  | 1 152    |
| Vale                  | 31,09 | 44,16 | 4,01  | 13,26 | 1,87  | 1 071    |
| Vila Maior            | 34,93 | 39,25 | 6,71  | 12,86 | 2,28  | 879      |
| Santa Maria da Feira  | 40,31 | 31,54 | 9,48  | 9,26  | 3,61  | 77 390   |

#### Argoncilhe
| Partido                 | Partido                        | Votos | %               | +/-  |
| ----------------------- | ------------------------------ | ----- | --------------- | ---- |
|                         | Partido Socialista             | 1 916 | 39,21 / 100,00  | 6,58 |
|                         | Partido Social Democrata       | 1 659 | 33,95 / 100,00  | 0,54 |
|                         | CDS – Partido Popular          | 525   | 10,74 / 100,00  | 3,08 |
|                         | Bloco de Esquerda              | 364   | 7,45 / 100,00   | 3,37 |
|                         | Coligação Democrática Unitária | 151   | 3,09 / 100,00   | 0,10 |
|                         | PCTP/MRPP                      | 54    | 1,11 / 100,00   | 0,10 |
|                         | Outros                         | 89    | 1,83 / 100,00   |      |
| Votos Inválidos         | Votos Inválidos                | 128   | 2,62 / 100,00   | 0,14 |
| Total                   | Total                          | 4 886 | 100,00 / 100,00 |      |
| Eleitorado/Participação | Eleitorado/Participação        | 7 244 | 67,45 / 100,00  | 4,59 |

#### Arrifana
| Partido                 | Partido                        | Votos | %               | +/-  |
| ----------------------- | ------------------------------ | ----- | --------------- | ---- |
|                         | Partido Socialista             | 1 680 | 47,02 / 100,00  | 7,84 |
|                         | Partido Social Democrata       | 962   | 26,92 / 100,00  | 0,09 |
|                         | Bloco de Esquerda              | 331   | 9,26 / 100,00   | 4,72 |
|                         | CDS – Partido Popular          | 291   | 8,14 / 100,00   | 2,02 |
|                         | Coligação Democrática Unitária | 113   | 3,16 / 100,00   | 0,18 |
|                         | Outros                         | 97    | 2,69 / 100,00   |      |
| Votos Inválidos         | Votos Inválidos                | 99    | 2,72 / 100,00   | 0,13 |
| Total                   | Total                          | 3 573 | 100,00 / 100,00 |      |
| Eleitorado/Participação | Eleitorado/Participação        | 5 708 | 62,60 / 100,00  | 5,74 |

#### Caldas de São Jorge
| Partido                 | Partido                        | Votos | %               | +/-  |
| ----------------------- | ------------------------------ | ----- | --------------- | ---- |
|                         | Partido Socialista             | 722   | 43,36 / 100,00  | 9,60 |
|                         | Partido Social Democrata       | 448   | 26,91 / 100,00  | 2,19 |
|                         | CDS – Partido Popular          | 180   | 10,81 / 100,00  | 1,77 |
|                         | Bloco de Esquerda              | 143   | 8,59 / 100,00   | 3,01 |
|                         | Coligação Democrática Unitária | 67    | 4,02 / 100,00   | 0,63 |
|                         | Outros                         | 46    | 2,76 / 100,00   |      |
| Votos Inválidos         | Votos Inválidos                | 59    | 3,54 / 100,00   | 0,41 |
| Total                   | Total                          | 1 665 | 100,00 / 100,00 |      |
| Eleitorado/Participação | Eleitorado/Participação        | 2 431 | 68,49 / 100,00  | 2,10 |

#### Canedo
| Partido                 | Partido                        | Votos | %               | +/-  |
| ----------------------- | ------------------------------ | ----- | --------------- | ---- |
|                         | Partido Social Democrata       | 1 105 | 37,18 / 100,00  | 5,83 |
|                         | Partido Socialista             | 1 036 | 34,86 / 100,00  | 4,19 |
|                         | CDS – Partido Popular          | 379   | 12,75 / 100,00  | 5,58 |
|                         | Bloco de Esquerda              | 199   | 6,70 / 100,00   | 3,53 |
|                         | Coligação Democrática Unitária | 86    | 2,89 / 100,00   | 0,28 |
|                         | Outros                         | 90    | 3,02 / 100,00   |      |
| Votos Inválidos         | Votos Inválidos                | 77    | 2,59 / 100,00   | 0,04 |
| Total                   | Total                          | 2 972 | 100,00 / 100,00 |      |
| Eleitorado/Participação | Eleitorado/Participação        | 5 551 | 53,54 / 100,00  | 5,11 |

#### Escapães
| Partido                 | Partido                        | Votos | %               | +/-   |
| ----------------------- | ------------------------------ | ----- | --------------- | ----- |
|                         | Partido Socialista             | 729   | 41,19 / 100,00  | 11,97 |
|                         | Partido Social Democrata       | 556   | 31,41 / 100,00  | 4,05  |
|                         | Bloco de Esquerda              | 194   | 10,96 / 100,00  | 4,80  |
|                         | CDS – Partido Popular          | 141   | 7,97 / 100,00   | 1,65  |
|                         | Coligação Democrática Unitária | 53    | 2,99 / 100,00   | 0,86  |
|                         | Outros                         | 46    | 2,60 / 100,00   |       |
| Votos Inválidos         | Votos Inválidos                | 51    | 2,88 / 100,00   | 0,42  |
| Total                   | Total                          | 1 770 | 100,00 / 100,00 |       |
| Eleitorado/Participação | Eleitorado/Participação        | 2 840 | 62,32 / 100,00  | 7,02  |

#### Espargo
| Partido                 | Partido                        | Votos | %               | +/-   |
| ----------------------- | ------------------------------ | ----- | --------------- | ----- |
|                         | Partido Social Democrata       | 327   | 35,70 / 100,00  | 6,37  |
|                         | Partido Socialista             | 324   | 35,37 / 100,00  | 12,59 |
|                         | CDS – Partido Popular          | 88    | 9,61 / 100,00   | 1,80  |
|                         | Bloco de Esquerda              | 88    | 9,61 / 100,00   | 2,88  |
|                         | Coligação Democrática Unitária | 37    | 4,04 / 100,00   | 1,64  |
|                         | Outros                         | 24    | 2,62 / 100,00   |       |
| Votos Inválidos         | Votos Inválidos                | 28    | 3,06 / 100,00   | 0,42  |
| Total                   | Total                          | 916   | 100,00 / 100,00 |       |
| Eleitorado/Participação | Eleitorado/Participação        | 1 360 | 67,35 / 100,00  | 1,00  |

#### Feira
| Partido                 | Partido                        | Votos  | %               | +/-   |
| ----------------------- | ------------------------------ | ------ | --------------- | ----- |
|                         | Partido Socialista             | 2 140  | 34,94 / 100,00  | 10,39 |
|                         | Partido Social Democrata       | 2 093  | 34,18 / 100,00  | 3,58  |
|                         | Bloco de Esquerda              | 719    | 11,74 / 100,00  | 4,46  |
|                         | CDS – Partido Popular          | 587    | 9,59 / 100,00   | 2,00  |
|                         | Coligação Democrática Unitária | 219    | 3,58 / 100,00   | 0,15  |
|                         | Outros                         | 182    | 2,98 / 100,00   |       |
| Votos Inválidos         | Votos Inválidos                | 184    | 3,01 / 100,00   | 0,68  |
| Total                   | Total                          | 6 124  | 100,00 / 100,00 |       |
| Eleitorado/Participação | Eleitorado/Participação        | 10 119 | 60,52 / 100,00  | 6,85  |

#### Fiães
| Partido                 | Partido                        | Votos | %               | +/-   |
| ----------------------- | ------------------------------ | ----- | --------------- | ----- |
|                         | Partido Socialista             | 2 078 | 43,00 / 100,00  | 13,05 |
|                         | Partido Social Democrata       | 1 292 | 26,74 / 100,00  | 3,21  |
|                         | Bloco de Esquerda              | 506   | 10,47 / 100,00  | 5,17  |
|                         | CDS – Partido Popular          | 444   | 9,19 / 100,00   | 3,24  |
|                         | Coligação Democrática Unitária | 203   | 4,20 / 100,00   | 0,22  |
|                         | PCTP/MRPP                      | 58    | 1,20 / 100,00   | 0,62  |
|                         | Outros                         | 83    | 1,73 / 100,00   |       |
| Votos Inválidos         | Votos Inválidos                | 168   | 3,48 / 100,00   | 0,75  |
| Total                   | Total                          | 4 832 | 100,00 / 100,00 |       |
| Eleitorado/Participação | Eleitorado/Participação        | 7 417 | 65,15 / 100,00  | 3,85  |

#### Fornos
| Partido                 | Partido                        | Votos | %               | +/-   |
| ----------------------- | ------------------------------ | ----- | --------------- | ----- |
|                         | Partido Socialista             | 637   | 37,85 / 100,00  | 13,02 |
|                         | Partido Social Democrata       | 536   | 31,85 / 100,00  | 5,55  |
|                         | Bloco de Esquerda              | 195   | 11,59 / 100,00  | 5,24  |
|                         | CDS – Partido Popular          | 133   | 7,90 / 100,00   | 0,59  |
|                         | Coligação Democrática Unitária | 77    | 4,58 / 100,00   | 0,86  |
|                         | PCTP/MRPP                      | 24    | 1,43 / 100,00   | 0,66  |
|                         | Outros                         | 32    | 1,89 / 100,00   |       |
| Votos Inválidos         | Votos Inválidos                | 49    | 2,91 / 100,00   | 0,62  |
| Total                   | Total                          | 1 683 | 100,00 / 100,00 |       |
| Eleitorado/Participação | Eleitorado/Participação        | 2 676 | 62,89 / 100,00  | 2,04  |

#### Gião
| Partido                 | Partido                        | Votos | %               | +/-  |
| ----------------------- | ------------------------------ | ----- | --------------- | ---- |
|                         | Partido Social Democrata       | 330   | 35,99 / 100,00  | 7,54 |
|                         | Partido Socialista             | 324   | 35,33 / 100,00  | 3,14 |
|                         | CDS – Partido Popular          | 122   | 13,30 / 100,00  | 5,65 |
|                         | Bloco de Esquerda              | 67    | 7,31 / 100,00   | 3,66 |
|                         | Coligação Democrática Unitária | 16    | 1,74 / 100,00   | 0,26 |
|                         | Outros                         | 21    | 2,29 / 100,00   |      |
| Votos Inválidos         | Votos Inválidos                | 37    | 4,04 / 100,00   | 1,57 |
| Total                   | Total                          | 917   | 100,00 / 100,00 |      |
| Eleitorado/Participação | Eleitorado/Participação        | 1 581 | 58,00 / 100,00  | 5,43 |

#### Guisande
| Partido                 | Partido                        | Votos | %               | +/-  |
| ----------------------- | ------------------------------ | ----- | --------------- | ---- |
|                         | Partido Social Democrata       | 367   | 43,53 / 100,00  | 1,77 |
|                         | Partido Socialista             | 289   | 34,28 / 100,00  | 8,68 |
|                         | CDS – Partido Popular          | 85    | 10,08 / 100,00  | 3,94 |
|                         | Bloco de Esquerda              | 48    | 5,69 / 100,00   | 3,04 |
|                         | Coligação Democrática Unitária | 22    | 2,61 / 100,00   | 1,17 |
|                         | Outros                         | 15    | 1,78 / 100,00   |      |
| Votos Inválidos         | Votos Inválidos                | 17    | 2,02 / 100,00   | 0,86 |
| Total                   | Total                          | 843   | 100,00 / 100,00 |      |
| Eleitorado/Participação | Eleitorado/Participação        | 1 286 | 65,55 / 100,00  | 5,84 |

#### Lobão
| Partido                 | Partido                        | Votos | %               | +/-  |
| ----------------------- | ------------------------------ | ----- | --------------- | ---- |
|                         | Partido Socialista             | 1 094 | 38,11 / 100,00  | 5,67 |
|                         | Partido Social Democrata       | 953   | 33,19 / 100,00  | 5,70 |
|                         | CDS – Partido Popular          | 293   | 10,21 / 100,00  | 4,03 |
|                         | Bloco de Esquerda              | 206   | 7,18 / 100,00   | 3,32 |
|                         | Partido da Nova Democracia     | 126   | 4,39 / 100,00   | 1,45 |
|                         | Coligação Democrática Unitária | 62    | 2,16 / 100,00   | 0,84 |
|                         | Outros                         | 59    | 2,05 / 100,00   |      |
| Votos Inválidos         | Votos Inválidos                | 78    | 2,71 / 100,00   | 0,57 |
| Total                   | Total                          | 2 871 | 100,00 / 100,00 |      |
| Eleitorado/Participação | Eleitorado/Participação        | 5 144 | 55,81 / 100,00  | 5,46 |

#### Louredo
| Partido                 | Partido                        | Votos | %               | +/-  |
| ----------------------- | ------------------------------ | ----- | --------------- | ---- |
|                         | Partido Social Democrata       | 392   | 48,04 / 100,00  | 1,96 |
|                         | Partido Socialista             | 219   | 26,84 / 100,00  | 4,46 |
|                         | CDS – Partido Popular          | 88    | 10,78 / 100,00  | 1,30 |
|                         | Bloco de Esquerda              | 66    | 8,09 / 100,00   | 6,09 |
|                         | Coligação Democrática Unitária | 13    | 1,59 / 100,00   | 0,09 |
|                         | Outros                         | 22    | 2,71 / 100,00   |      |
| Votos Inválidos         | Votos Inválidos                | 16    | 1,97 / 100,00   | 1,40 |
| Total                   | Total                          | 816   | 100,00 / 100,00 |      |
| Eleitorado/Participação | Eleitorado/Participação        | 1 338 | 60,99 / 100,00  | 1,62 |

#### Lourosa
| Partido                 | Partido                        | Votos | %               | +/-   |
| ----------------------- | ------------------------------ | ----- | --------------- | ----- |
|                         | Partido Socialista             | 2 395 | 45,49 / 100,00  | 10,29 |
|                         | Partido Social Democrata       | 1 504 | 28,57 / 100,00  | 2,05  |
|                         | Bloco de Esquerda              | 530   | 10,07 / 100,00  | 5,25  |
|                         | CDS – Partido Popular          | 418   | 7,94 / 100,00   | 1,79  |
|                         | Coligação Democrática Unitária | 143   | 2,72 / 100,00   | 0,68  |
|                         | Outros                         | 123   | 2,33 / 100,00   |       |
| Votos Inválidos         | Votos Inválidos                | 152   | 2,88 / 100,00   | 0,09  |
| Total                   | Total                          | 5 265 | 100,00 / 100,00 |       |
| Eleitorado/Participação | Eleitorado/Participação        | 8 365 | 62,94 / 100,00  | 5,13  |

#### Milheiró de Poiares
| Partido                 | Partido                        | Votos | %               | +/-  |
| ----------------------- | ------------------------------ | ----- | --------------- | ---- |
|                         | Partido Socialista             | 908   | 45,97 / 100,00  | 8,56 |
|                         | Partido Social Democrata       | 595   | 30,13 / 100,00  | 1,38 |
|                         | Bloco de Esquerda              | 169   | 8,56 / 100,00   | 3,47 |
|                         | CDS – Partido Popular          | 130   | 6,58 / 100,00   | 2,05 |
|                         | Coligação Democrática Unitária | 58    | 2,94 / 100,00   | 0,13 |
|                         | Movimento Mérito e Sociedade   | 20    | 1,01 / 100,00   | Novo |
|                         | Outros                         | 46    | 2,34 / 100,00   |      |
| Votos Inválidos         | Votos Inválidos                | 49    | 2,49 / 100,00   | 0,52 |
| Total                   | Total                          | 1 975 | 100,00 / 100,00 |      |
| Eleitorado/Participação | Eleitorado/Participação        | 3 169 | 62,32 / 100,00  | 6,83 |

#### Mosteirô
| Partido                 | Partido                        | Votos | %               | +/-   |
| ----------------------- | ------------------------------ | ----- | --------------- | ----- |
|                         | Partido Socialista             | 553   | 47,55 / 100,00  | 10,61 |
|                         | Partido Social Democrata       | 296   | 25,45 / 100,00  | 2,37  |
|                         | Bloco de Esquerda              | 137   | 11,78 / 100,00  | 5,86  |
|                         | CDS – Partido Popular          | 78    | 6,71 / 100,00   | 2,23  |
|                         | Coligação Democrática Unitária | 43    | 3,70 / 100,00   | 0,66  |
|                         | Outros                         | 25    | 2,15 / 100,00   |       |
| Votos Inválidos         | Votos Inválidos                | 31    | 2,66 / 100,00   | 0,72  |
| Total                   | Total                          | 1 163 | 100,00 / 100,00 |       |
| Eleitorado/Participação | Eleitorado/Participação        | 1 809 | 64,29 / 100,00  | 4,05  |

#### Mozelos
| Partido                 | Partido                        | Votos | %               | +/-   |
| ----------------------- | ------------------------------ | ----- | --------------- | ----- |
|                         | Partido Socialista             | 1 720 | 42,29 / 100,00  | 11,79 |
|                         | Partido Social Democrata       | 1 148 | 28,23 / 100,00  | 0,61  |
|                         | Bloco de Esquerda              | 466   | 11,46 / 100,00  | 6,39  |
|                         | CDS – Partido Popular          | 336   | 8,26 / 100,00   | 3,14  |
|                         | Coligação Democrática Unitária | 168   | 4,13 / 100,00   | 0,67  |
|                         | Outros                         | 106   | 2,61 / 100,00   |       |
| Votos Inválidos         | Votos Inválidos                | 123   | 3,02 / 100,00   | 0,16  |
| Total                   | Total                          | 4 067 | 100,00 / 100,00 |       |
| Eleitorado/Participação | Eleitorado/Participação        | 5 823 | 69,84 / 100,00  | 5,18  |

#### Nogueira da Regedoura
| Partido                 | Partido                        | Votos | %               | +/-   |
| ----------------------- | ------------------------------ | ----- | --------------- | ----- |
|                         | Partido Socialista             | 1 205 | 38,08 / 100,00  | 11,03 |
|                         | Partido Social Democrata       | 1 075 | 33,98 / 100,00  | 0,40  |
|                         | Bloco de Esquerda              | 285   | 9,01 / 100,00   | 4,53  |
|                         | CDS – Partido Popular          | 269   | 8,50 / 100,00   | 4,83  |
|                         | Coligação Democrática Unitária | 139   | 4,39 / 100,00   | 0,86  |
|                         | PCTP/MRPP                      | 36    | 1,14 / 100,00   | 0,41  |
|                         | Outros                         | 66    | 2,08 / 100,00   |       |
| Votos Inválidos         | Votos Inválidos                | 89    | 2,81 / 100,00   | 0,82  |
| Total                   | Total                          | 3 164 | 100,00 / 100,00 |       |
| Eleitorado/Participação | Eleitorado/Participação        | 4 576 | 69,14 / 100,00  | 2,53  |

#### Paços de Brandão
| Partido                 | Partido                        | Votos | %               | +/-  |
| ----------------------- | ------------------------------ | ----- | --------------- | ---- |
|                         | Partido Social Democrata       | 1 175 | 37,56 / 100,00  | 0,83 |
|                         | Partido Socialista             | 1 013 | 32,38 / 100,00  | 8,36 |
|                         | CDS – Partido Popular          | 352   | 11,25 / 100,00  | 2,46 |
|                         | Bloco de Esquerda              | 320   | 10,23 / 100,00  | 5,52 |
|                         | Coligação Democrática Unitária | 82    | 2,62 / 100,00   | 0,99 |
|                         | Outros                         | 89    | 2,84 / 100,00   |      |
| Votos Inválidos         | Votos Inválidos                | 97    | 3,10 / 100,00   | 0,07 |
| Total                   | Total                          | 3 128 | 100,00 / 100,00 |      |
| Eleitorado/Participação | Eleitorado/Participação        | 4 349 | 71,92 / 100,00  | 4,54 |

#### Pigeiros
| Partido                 | Partido                        | Votos | %               | +/-  |
| ----------------------- | ------------------------------ | ----- | --------------- | ---- |
|                         | Partido Socialista             | 301   | 43,00 / 100,00  | 9,28 |
|                         | Partido Social Democrata       | 196   | 28,00 / 100,00  | 5,64 |
|                         | CDS – Partido Popular          | 72    | 10,29 / 100,00  | 1,17 |
|                         | Bloco de Esquerda              | 47    | 6,71 / 100,00   | 2,29 |
|                         | Coligação Democrática Unitária | 43    | 6,14 / 100,00   | 0,27 |
|                         | PCTP/MRPP                      | 11    | 1,57 / 100,00   | 0,72 |
|                         | Outros                         | 11    | 1,57 / 100,00   |      |
| Votos Inválidos         | Votos Inválidos                | 19    | 2,72 / 100,00   | 0,41 |
| Total                   | Total                          | 700   | 100,00 / 100,00 |      |
| Eleitorado/Participação | Eleitorado/Participação        | 1 207 | 58,00 / 100,00  | 6,23 |

#### Rio Meão
| Partido                 | Partido                        | Votos | %               | +/-   |
| ----------------------- | ------------------------------ | ----- | --------------- | ----- |
|                         | Partido Socialista             | 1 215 | 41,41 / 100,00  | 10,18 |
|                         | Partido Social Democrata       | 938   | 31,97 / 100,00  | 2,11  |
|                         | CDS – Partido Popular          | 268   | 9,13 / 100,00   | 1,86  |
|                         | Bloco de Esquerda              | 234   | 7,98 / 100,00   | 3,93  |
|                         | Coligação Democrática Unitária | 121   | 4,12 / 100,00   | 1,05  |
|                         | PCTP/MRPP                      | 33    | 1,12 / 100,00   | 0,67  |
|                         | Outros                         | 45    | 1,54 / 100,00   |       |
| Votos Inválidos         | Votos Inválidos                | 80    | 2,73 / 100,00   | 0,85  |
| Total                   | Total                          | 2 934 | 100,00 / 100,00 |       |
| Eleitorado/Participação | Eleitorado/Participação        | 4 375 | 67,06 / 100,00  | 5,02  |

#### Romariz
| Partido                 | Partido                        | Votos | %               | +/-  |
| ----------------------- | ------------------------------ | ----- | --------------- | ---- |
|                         | Partido Socialista             | 714   | 39,49 / 100,00  | 7,47 |
|                         | Partido Social Democrata       | 640   | 35,40 / 100,00  | 1,29 |
|                         | CDS – Partido Popular          | 163   | 9,02 / 100,00   | 1,19 |
|                         | Bloco de Esquerda              | 94    | 5,20 / 100,00   | 2,34 |
|                         | Movimento Mérito e Sociedade   | 92    | 5,09 / 100,00   | Novo |
|                         | Coligação Democrática Unitária | 41    | 2,27 / 100,00   | 0,58 |
|                         | Outros                         | 25    | 1,39 / 100,00   |      |
| Votos Inválidos         | Votos Inválidos                | 39    | 2,16 / 100,00   | 0,30 |
| Total                   | Total                          | 1 808 | 100,00 / 100,00 |      |
| Eleitorado/Participação | Eleitorado/Participação        | 3 204 | 56,43 / 100,00  | 8,24 |

#### Sanfins
| Partido                 | Partido                        | Votos | %               | +/-   |
| ----------------------- | ------------------------------ | ----- | --------------- | ----- |
|                         | Partido Socialista             | 486   | 44,88 / 100,00  | 10,60 |
|                         | Partido Social Democrata       | 295   | 27,24 / 100,00  | 3,37  |
|                         | CDS – Partido Popular          | 98    | 9,05 / 100,00   | 3,61  |
|                         | Bloco de Esquerda              | 97    | 8,96 / 100,00   | 1,86  |
|                         | Coligação Democrática Unitária | 31    | 2,86 / 100,00   | 0,28  |
|                         | Movimento Mérito e Sociedade   | 17    | 1,57 / 100,00   | Novo  |
|                         | PCTP/MRPP                      | 12    | 1,11 / 100,00   | 0,65  |
|                         | Outros                         | 19    | 1,75 / 100,00   |       |
| Votos Inválidos         | Votos Inválidos                | 28    | 2,59 / 100,00   | 0,66  |
| Total                   | Total                          | 1 083 | 100,00 / 100,00 |       |
| Eleitorado/Participação | Eleitorado/Participação        | 1 610 | 67,27 / 100,00  | 3,55  |

#### Sanguedo
| Partido                 | Partido                        | Votos | %               | +/-  |
| ----------------------- | ------------------------------ | ----- | --------------- | ---- |
|                         | Partido Socialista             | 715   | 37,95 / 100,00  | 9,23 |
|                         | Partido Social Democrata       | 667   | 35,40 / 100,00  | 0,94 |
|                         | CDS – Partido Popular          | 219   | 11,62 / 100,00  | 4,93 |
|                         | Bloco de Esquerda              | 148   | 7,86 / 100,00   | 3,99 |
|                         | Coligação Democrática Unitária | 44    | 2,34 / 100,00   | 0,90 |
|                         | Outros                         | 38    | 2,01 / 100,00   |      |
| Votos Inválidos         | Votos Inválidos                | 53    | 2,81 / 100,00   | 0,54 |
| Total                   | Total                          | 1 884 | 100,00 / 100,00 |      |
| Eleitorado/Participação | Eleitorado/Participação        | 2 975 | 63,33 / 100,00  | 5,05 |

#### Santa Maria de Lamas
| Partido                 | Partido                        | Votos | %               | +/-   |
| ----------------------- | ------------------------------ | ----- | --------------- | ----- |
|                         | Partido Socialista             | 1 331 | 41,16 / 100,00  | 12,60 |
|                         | Partido Social Democrata       | 1 027 | 31,76 / 100,00  | 2,94  |
|                         | Bloco de Esquerda              | 333   | 10,30 / 100,00  | 6,43  |
|                         | CDS – Partido Popular          | 269   | 8,32 / 100,00   | 2,54  |
|                         | Coligação Democrática Unitária | 120   | 3,71 / 100,00   | 0,73  |
|                         | Outros                         | 69    | 2,13 / 100,00   |       |
| Votos Inválidos         | Votos Inválidos                | 85    | 2,63 / 100,00   | 0,01  |
| Total                   | Total                          | 3 234 | 100,00 / 100,00 |       |
| Eleitorado/Participação | Eleitorado/Participação        | 4 753 | 68,04 / 100,00  | 4,04  |

#### São João de Ver
| Partido                 | Partido                        | Votos | %               | +/-   |
| ----------------------- | ------------------------------ | ----- | --------------- | ----- |
|                         | Partido Socialista             | 2 216 | 46,61 / 100,00  | 11,75 |
|                         | Partido Social Democrata       | 1 155 | 24,30 / 100,00  | 1,81  |
|                         | Bloco de Esquerda              | 568   | 11,95 / 100,00  | 5,05  |
|                         | CDS – Partido Popular          | 372   | 7,82 / 100,00   | 3,52  |
|                         | Coligação Democrática Unitária | 174   | 3,66 / 100,00   | 0,21  |
|                         | Outros                         | 130   | 2,73 / 100,00   |       |
| Votos Inválidos         | Votos Inválidos                | 139   | 2,92 / 100,00   | 0,38  |
| Total                   | Total                          | 4 754 | 100,00 / 100,00 |       |
| Eleitorado/Participação | Eleitorado/Participação        | 7 647 | 62,17 / 100,00  | 7,79  |

#### São Paio de Oleiros
| Partido                 | Partido                        | Votos | %               | +/-   |
| ----------------------- | ------------------------------ | ----- | --------------- | ----- |
|                         | Partido Socialista             | 992   | 38,70 / 100,00  | 10,46 |
|                         | Partido Social Democrata       | 669   | 26,10 / 100,00  | 1,66  |
|                         | Coligação Democrática Unitária | 303   | 11,82 / 100,00  | 0,54  |
|                         | Bloco de Esquerda              | 263   | 10,26 / 100,00  | 5,88  |
|                         | CDS – Partido Popular          | 201   | 7,84 / 100,00   | 3,07  |
|                         | PCTP/MRPP                      | 33    | 1,29 / 100,00   | 0,12  |
|                         | Outros                         | 28    | 1,09 / 100,00   |       |
| Votos Inválidos         | Votos Inválidos                | 74    | 2,87 / 100,00   | 0,79  |
| Total                   | Total                          | 2 563 | 100,00 / 100,00 |       |
| Eleitorado/Participação | Eleitorado/Participação        | 3 621 | 70,78 / 100,00  | 2,49  |

#### Souto
| Partido                 | Partido                        | Votos | %               | +/-   |
| ----------------------- | ------------------------------ | ----- | --------------- | ----- |
|                         | Partido Socialista             | 1 110 | 41,14 / 100,00  | 12,63 |
|                         | Partido Social Democrata       | 813   | 30,13 / 100,00  | 1,73  |
|                         | Bloco de Esquerda              | 304   | 11,27 / 100,00  | 6,72  |
|                         | CDS – Partido Popular          | 225   | 8,34 / 100,00   | 3,10  |
|                         | Coligação Democrática Unitária | 89    | 3,30 / 100,00   | 0,39  |
|                         | Outros                         | 84    | 3,11 / 100,00   |       |
| Votos Inválidos         | Votos Inválidos                | 73    | 2,71 / 100,00   | 0,28  |
| Total                   | Total                          | 2 698 | 100,00 / 100,00 |       |
| Eleitorado/Participação | Eleitorado/Participação        | 4 360 | 61,88 / 100,00  | 2,29  |

#### Travanca
| Partido                 | Partido                        | Votos | %               | +/-   |
| ----------------------- | ------------------------------ | ----- | --------------- | ----- |
|                         | Partido Socialista             | 492   | 42,71 / 100,00  | 11,42 |
|                         | Partido Social Democrata       | 375   | 32,55 / 100,00  | 3,11  |
|                         | Bloco de Esquerda              | 112   | 9,72 / 100,00   | 4,40  |
|                         | CDS – Partido Popular          | 82    | 7,12 / 100,00   | 2,75  |
|                         | Coligação Democrática Unitária | 34    | 2,95 / 100,00   | 0,10  |
|                         | PCTP/MRPP                      | 14    | 1,22 / 100,00   | 0,94  |
|                         | Outros                         | 18    | 1,57 / 100,00   |       |
| Votos Inválidos         | Votos Inválidos                | 25    | 2,17 / 100,00   | 0,01  |
| Total                   | Total                          | 1 152 | 100,00 / 100,00 |       |
| Eleitorado/Participação | Eleitorado/Participação        | 1 790 | 64,36 / 100,00  | 5,10  |

#### Vale
| Partido                 | Partido                        | Votos | %               | +/-  |
| ----------------------- | ------------------------------ | ----- | --------------- | ---- |
|                         | Partido Social Democrata       | 473   | 44,16 / 100,00  | 3,21 |
|                         | Partido Socialista             | 333   | 31,09 / 100,00  | 3,50 |
|                         | CDS – Partido Popular          | 142   | 13,26 / 100,00  | 4,14 |
|                         | Bloco de Esquerda              | 43    | 4,01 / 100,00   | 1,10 |
|                         | Coligação Democrática Unitária | 20    | 1,87 / 100,00   | 0,37 |
|                         | Movimento Mérito e Sociedade   | 19    | 1,77 / 100,00   | Novo |
|                         | Outros                         | 18    | 1,68 / 100,00   |      |
| Votos Inválidos         | Votos Inválidos                | 23    | 2,14 / 100,00   | 0,96 |
| Total                   | Total                          | 1 071 | 100,00 / 100,00 |      |
| Eleitorado/Participação | Eleitorado/Participação        | 1 961 | 54,61 / 100,00  | 5,57 |

#### Vila Maior
| Partido                 | Partido                        | Votos | %               | +/-  |
| ----------------------- | ------------------------------ | ----- | --------------- | ---- |
|                         | Partido Social Democrata       | 345   | 39,25 / 100,00  | 4,28 |
|                         | Partido Socialista             | 307   | 34,93 / 100,00  | 4,37 |
|                         | CDS – Partido Popular          | 113   | 12,86 / 100,00  | 5,60 |
|                         | Bloco de Esquerda              | 59    | 6,71 / 100,00   | 2,96 |
|                         | Coligação Democrática Unitária | 20    | 2,28 / 100,00   | 0,10 |
|                         | Outros                         | 15    | 1,71 / 100,00   |      |
| Votos Inválidos         | Votos Inválidos                | 20    | 2,27 / 100,00   | 0,09 |
| Total                   | Total                          | 879   | 100,00 / 100,00 |      |
| Eleitorado/Participação | Eleitorado/Participação        | 1 310 | 67,10 / 100,00  | 4,13 |